# Saksische genitief
De bezits-s of genitief-s, ook Saksische genitief genoemd, is een achtervoegsel dat in het Engels, Duits en Nederlands aan een eigennaam wordt gehecht om een bezitsrelatie weer te geven, zoals in Annes boek (het boek dat het bezit is van iemand met de naam Anne). Het wordt daarnaast soms gebruikt bij gewone zelfstandig naamwoorden, vooral als deze verwijzen naar een persoon.

## "Gewone" vs. Saksische genitief
Hoewel de bezits-s vaak rechtstreeks op één lijn wordt gesteld met de ‘gewone’ Indo-Europese genitief (de ‘tweede naamval’), valt daar in taalkundig opzicht op af te dingen. Bij de Saksische genitief worden niet alle delen van dezelfde naamwoordgroep mee verbogen, zoals wel gebeurt bij de gewone genitief.. Ook richt de Saksische genitief zich in vorm niet naar het grammaticale geslacht van woorden.
Net als gewone genitieven kan de ‘Saksische genitief’ naast echte bezitsrelaties ook soortgelijke relaties aanduiden, zoals het hebben van een lichaamsdeel of van een partner.

## Nederlands
In het Nederlands komt er voor het achtervoegsel s – net als bij meervouden – een apostrof als dit nodig is om verwarring over de uitspraak te voorkomen:
- Saskia’s neus, De neus van Saskia (omvatting)

Anders dan in het Engels, waar altijd een  apostrof wordt gebruikt, wordt in het Nederlands de bezits-s volgens het Groene Boekje consequent aan het woord zelf vast geschreven indien dit geen verwarring omtrent de uitspraak oplevert:
- mijn broers jas, de jas van mijn broer (bezit)
- Rembrandts schilderijen, de schilderijen van Rembrandt (afkomst)

De witte spelling laat in gevallen als de eerste twee voorbeelden toch het gebruik van een apostrof toe, indien dit volgens de schrijver de duidelijkheid verbetert.
Indien het woord zelf al op -s eindigt, volgt er alleen een apostrof:
- Els’ man, de man van Els (bezit in overdrachtelijke zin)
- mijn zus’ vriend, de vriend van mijn zus (idem)

### Partitieve genitief
Na woorden die een bepaling van hoeveelheid uitdrukken, zoals iets, niets, wat of veel, krijgt hetgeen volgt (meestal een bijvoeglijk naamwoord) een -s. Deze aanverwante constructie heet ook wel de partitieve genitief:
Dat is niet veel soeps
Heb je niet wat beters?
Ik wil iets lekkers.
Iets warms.
Veel liefs!

### Alternatieven
Constructies met het bezittelijk voornaamwoord zijn ook vaak mogelijk: Wie z’n boek, de man die z’n boek ik heb gelezen. Het voornaamwoord komt op deze positie normaliter alleen in zijn clitische vorm voor.
Er bestaat een tendens om deze -s te vervangen door een constructie met een bezittelijk voornaamwoord als zijn (z’n) of haar (d’r). In de voorbeelden hierboven is dit enkele keren toegepast, hoewel het in het Nederlands wordt afgekeurd. Naast het gebruik van het voorzetsel van, is dit de enige gebruiksmogelijkheid in het Afrikaans.

## Engels

### Vorm
Bij meervouden die op -s eindigen wordt alleen een apostrof toegevoegd:
de jongelui hun samenkomst -> the boys’ reunion
Achter enkelvouden op -s komt in de Britse (schrijf)taal toch een ’s:
Sint Jacob zijn park -> St. James’s Park
maar niet in het Amerikaanse taalgebruik:
Karel zijn ouders -> Charles’ parents
Als het grondwoord niet op -s eindigt, wordt altijd ’s toegevoegd:
Piet zijn stoel -> Pete’s chair
de kinderen hun kamer -> the children’s room
Bij een woordengroep wordt de ’s alleen aan het einde gezet, ook als de ‘bezitter’ door een ander woord dan het laatste is vertegenwoordigd:
Janet en Gary hun kinderen -> Janet and Gary’s children
de Koningin van Engeland haar paarden -> the Queen of England’s horses
In de voorbeelden hierboven is voor de Nederlandse vertaling een ‘spreektalige’ vorm toegepast, omdat de Nederlandse standaardtaal in sommige gevallen liever voor de omgekeerde volgorde met het voorzetsel ‘van’ kiest: de kinderen van Jannie, de paarden van de koningin.

### Gebruik
De bezits-s wordt in het Engels gebruikt bij persoonsnamen en bepaalde zelfstandige naamwoorden. Soms heeft hij daarnaast de meer specifieke functie van een tijdsbepaling:
Yesterday’s paper -> De krant van gisteren.
De bezits-s kan altijd worden gebruikt bij persoonsnamen. De volgende klassen zelfstandige naamwoorden kunnen daarnaast een bezits-s krijgen:
- verwantschapsnamen, menselijke soortnamen (functie- en beroepsnaam enz.) of diernamen;
- plaatsnamen (ook woorden als country en nation kunnen een bezits-s krijgen);
- bedrijfsnamen, namen van een organisatie, instantie e.d.

In de regel kan de bezits-s worden vervangen door een constructie met have, of met het voorzetsel of. Dit laatste gebeurt meestal niet bij persoonsnamen.

## Varia
- In oude grammatica’s van het Engels wordt voor de constructies met of soms de term ‘Normandische genitief’ gebruikt, ter onderscheiding van de Saksische genitief.[4]